# Aherahu (Atla)
Pour les articles homonymes, voir Aherahu.
Aherahu est une île inhabitée d’Estonie dans l'archipel de Moonsund dans la mer Baltique. D’une superficie d’environ 0,1 hectare, dans le comté de Saare, à 820 mètres à l'ouest de la plus grande île d'Estonie, Saaremaa, elle fait partie de la région de Saaremaa.
L'île, d'une superficie de deux hectares, fait partie du parc national de Vilsandi.